# Netiv Hagdud
Netiv Hagdud (hebreu: נְתִיב הַגְּדוּד, camí del batalló‎) és un assentament israelià localitzat a Cisjordània, que s'organitza com a un moixav. Està situat a la vall del Jordà a uns vint quilòmetres al nord de Jericó i es troba sota la jurisdicció del Consell Regional de Bik'at HaYarden. L'any 2019 tenia una població de 212 habitants.
La comunitat internacional considera que els assentaments israelians a Cisjordània són il·legals segons el dret internacional, però el govern israelià ho disputa.

## Situació
Netiv Hagdud es troba a una altitud de 220 metres sota el nivell del mar a la part sud de la vall del Jordà, i se situa a 15 quilòmetres al nord del centre de Jericó, 30 quilòmetres al nord-est del nucli històric de Jerusalem i a 63 quilòmetres a l'est de Tel-Aviv.

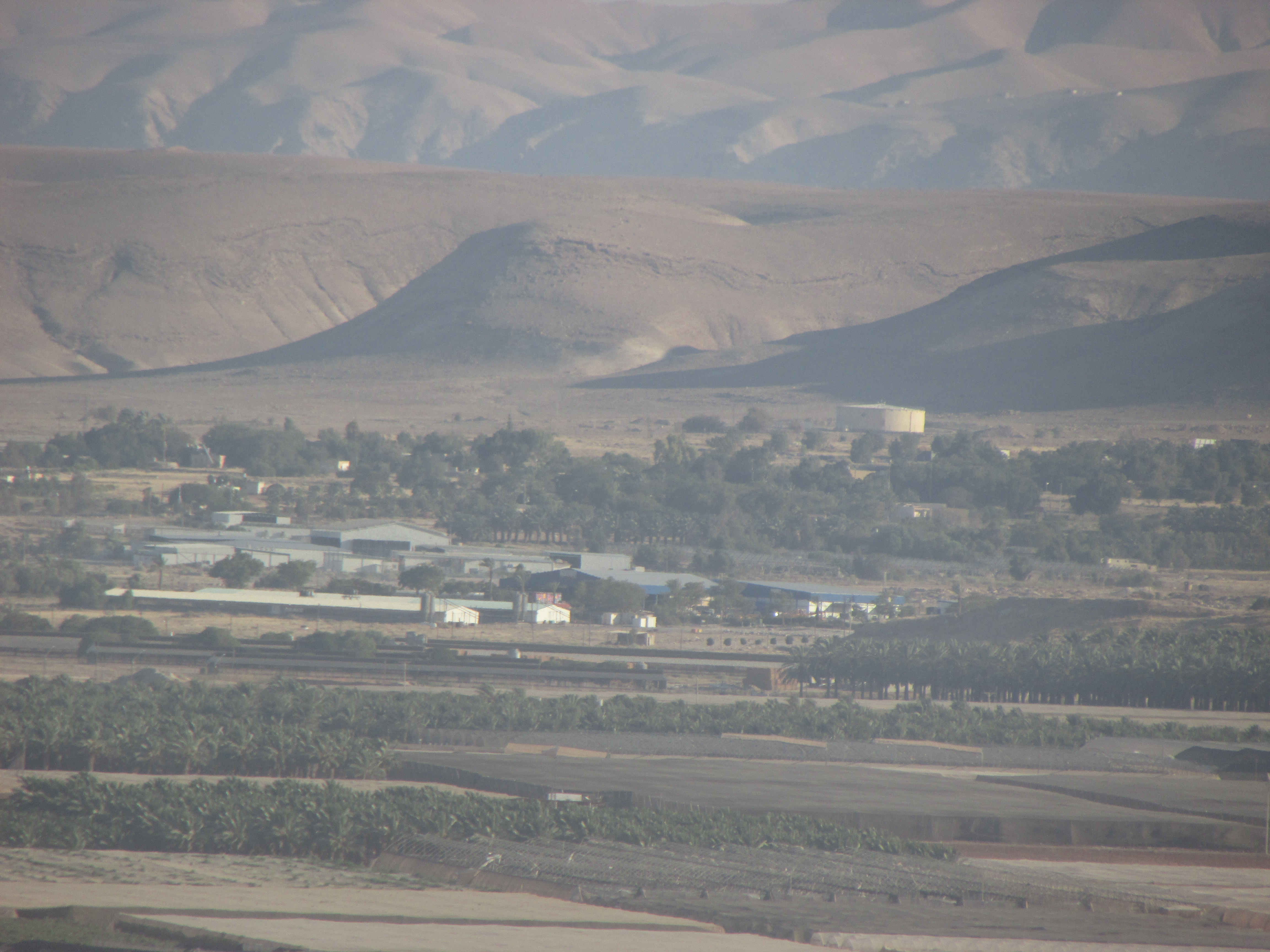
En primer terme es poden veure edificis pertanyents a Gilgal. A l'esquerra del dipòsit d'aigua hi ha Netiv HaGdud, amagat entre els arbres.

Està connectat amb la xarxa de transport de Cisjordània per la carretera número 90 (l'anomenada carretera de Gandhi), el principal eix de transport nord-sud de la vall del Jordà. Netiv Hagdud es troba a uns 8 quilòmetres del riu Jordà, que també forma la frontera internacional entre la Cisjordània controlada per Israel i el Regne de Jordània.
El poble forma part d'una franja territorialment contigua d'assentaments agrícoles israelians que s'estenen al llarg de la carretera número 90. L'únic assentament palestí significatiu als voltants és el poble d'al-Fasajil, al costat nord d'aquesta franja d'assentaments, que també inclou la zona agrícola jueva dels assentaments de Petza'el, Tomer, Gilgal i Niran. A l'oest de Netiv Hagdud, el pendent pronunciat de les muntanyes de Samaria s'alça des de la falla de la vall del Jordà.

## Història
La proliferació d'assentaments a Cisjordània va ser promogut per Israel després de la seva conquesta el 1967. La vall del Jordà va ser una de les zones on es van establir primer els assentaments israelians. L'anomenat Pla Alon preveia l'annexió objectiva de bona part de Cisjodània. L'assentament de Petza'el, establert el 1970, va ser el primer d'aquesta part de la vall del Jordà i al seu voltant, van anar sorgint d'altres comunitats agrícoles jueves.
Segons l'ONG paletina ARIJ, per construir Netiv HaGdud Israel va confiscar terres de dos pobles palestins propers: 215 dunams (215.000 m²) d'al-Fasajil, i 993 dunams (993.000 m²) d'Al-Auja.
L'assentament va ser establert l'abril de 1975 per membres de l'assentament Ma'ale Efraim, i va rebre el nom del 38è Batalló de la legió jueva, que va lluitar a la Vall del Jordà durant la Primera Guerra Mundial. El maig de 1977 es va traslladar al seu emplaçament actual.
Durant la segona intifada no hi va haver atacs palestins greus al poble, així com a gairebé tota la regió de la vall del Jordà.
Un jaciment arqueològic proper, que ha estat excavat per Ofer Bar-Yosef, entre d'altres, ha proporcionat restes del neolític primerenc.